# Medusa (Paradise Lost)
Medusa è il quindicesimo album in studio del gruppo musicale gothic/death doom metal britannico Paradise Lost, pubblicato nel 2017 dalla Nuclear Blast.

## Tracce
Testi di Nick Holmes, musiche di Gregor Mackintosh.
1. Fearless Sky – 8:30
2. Gods of Ancient – 5:50
3. From the Gallows – 3:42
4. The Longest Winter – 4:31
5. Medusa – 6:20
6. No Passage for the Dead – 4:16
7. Blood and Chaos – 3:51
8. Until the Grave – 5:41

Bonus track nell'edizione limitata dell'album
1. Shrines – 3:59
2. Symbolic Virtue – 4:38

Terza bonus track nell'edizione giapponese
1. Frozen Illusion – 5:45

## Formazione

### Gruppo
- Nick Holmes – voce
- Gregor Mackintosh – chitarra ritmica e solista, tastiere
- Aaron Aedy – chitarra ritmica
- Stephen Edmondson – basso
- Waltteri Väyrynen – batteria

#### Altri musicisti
- Heather Thompson-Mackintosh – voce addizionale (No Passage for the Dead)
- Steve Crobar – voce addizionale (Gods of Ancient)